# Dieter Suchanek
Dieter Suchanek (* 7. September 1952) ist ein ehemaliger deutscher Fußballspieler.

## Werdegang
Der Mittelfeldspieler Dieter Suchanek begann seine Karriere beim Spandauer SV in Berlin und debütierte in der Saison 1970/71 in der Regionalligamannschaft. Im Sommer 1974 wechselte er zum  VfL Wolfsburg, der in die neu geschaffene 2. Bundesliga aufgenommen wurde. Mit den „Wölfen“ stieg Suchanek 1975 ab und in der folgenden Saison wieder auf, bevor er sich dem Zweitligisten SC Herford anschloss. Ein Jahr später folgte der Wechsel zur SG Union Solingen. Im Jahre 1980 spielte Suchanek ein Jahr für die San Diego Sockers in der North American Soccer League, bevor er zur Saison 1981/82 zu Rot-Weiss Essen in die 2. Bundesliga zurückkehrte. Im Sommer 1982 verließ er Essen mit unbekanntem Ziel. Dieter Suchanek absolvierte insgesamt 119 Zweitligaspiele und erzielte dabei zwei Tore. 
In der Saison 1988/89 trainierte Suchanek Rot-Weiß Oberhausen. Während der Saison 2001/02 trainierte er die zweite Mannschaft des MSV Duisburg.